# Albert Quintanas Oliveras
Albert Quintanas Oliveras es un futbolista español. Nació en Gerona el 11 de agosto de 1992. Actualmente juega en el Girona FC.

## Biografía
La carrera deportiva de Albert Quintanas comienza en la cantera del Girona FC, en 2010 alternaba partidos de los juveniles del Girona FC con partidos del primer equipo.

En el mercado de invierno de la temp. 2012/13 es cedido para jugar lo que queda de temporada en el Futbol Club Santboià, de la Tercera División Española.

## Clubes
| Club        | País   | Año       |
| ----------- | ------ | --------- |
| Girona FC   | España | 2010-2013 |
| FC Santboià | España | 2013      |